# Apomecyna kochi
Apomecyna kochi är en skalbaggsart som beskrevs av Stefan von Breuning 1962. Apomecyna kochi ingår i släktet Apomecyna och familjen långhorningar. Inga underarter finns listade i Catalogue of Life.